# Client (groupe)
Pour les articles homonymes, voir Client.
Client [ˈklʌɪənt] est un groupe de musique électronique britannique, originaire de Londres, en Angleterre. Il s'est produit très souvent en Europe et en Asie. Client est très populaire en Allemagne où leur succès commercial est indéniable.
Les musiciennes se produisent sur scène et sur leur pochette dans un uniforme d’hôtesses de l'air scandinave qui leur donne un  style glamour ; leur musique électronique rigoureuse crée un son rappelant les débuts de la manipulation électronique du son et la new wave. Client a été le premier groupe signé sur le label Toast Hawaii d'Andrew Fletcher, de Depeche Mode.

## Biographie
Les premiers membres sont à l'origine connus sous le nom de Client A and Client B, et ne montreront jamais leur visage au public ; dès lors, elles révéleront Kate Holmes (Client A) et Sarah Blackwood (Client B). Holmes, ex-Frazier Chorus et Technique, lance plus tard un label de mode, Client London, et épouse Alan McGee (fondateur de Creation Records, aussi connu comme celui qui a découvert Oasis).
À la fin 2005, un nouveau membre, Client E, se joint au groupe. Il s'agit d'Emily Mann, ancienne concurrente du concours Make Me a Supermodel, diffusé sur Channel 5. En novembre 2007, Charlotte Hatherley se joint au groupe sous le nom de Client C, pour les tournées européennes et scandinaves.
En octobre 2006, Client annonce sa rupture avec le label Toast Hawaii.
En décembre 2010, le départ de Blackwood ainsi que l'arrivée d'un nouveau membre sont confirmés. En juillet 2011, elles annoncent l'arrivée de Xan Tyler — avec qui Holmes a formé le duo de synthpop Technique, pour remplacer Blackwood. Cependant, elle ne jouera pas son rôle.
Le 4 septembre 2013, Client lance le clip du single You Can Dance qui présente leur nouveau membre, Nicole Thomas, alias Client N,. Leur cinquième album studio, Authority, est publié le 21 mars 2014 chez Out of Line Music.

## Discographie

### Albums studio
- 2003 : Client
- 2004 : City
- 2007 : Heartland
- 2009 : Command
- 2014 : Authority

### Autres
- 2003 : Price of Love
- 2003 : Rock and Roll Machine
- 2003 : Here and Now
- 2004 : In It for the Money
- 2004 : Radio
- 2005 : Pornography
- 2006 : Lights Go Out
- 2007 : Zerox Machine
- 2007 : Drive